# Bokorné Szegő Hanna
Bokorné Szegő Hanna (Bokor Péterné), (Budapest, 1925. június 18. – Budapest, 2006. december 19.) nemzetközi jogász.

## Családja
Szegő Ernő (1886–1944) közgazdasági író, tisztviselő és Balla Stefánia (1901–1944) lánya. Első férje (1944–1945) Vas János volt, aki szüleivel együtt a holokauszt áldozata lett. Második férje 1947-től Bokor Péter (1924–2014) filmrendező, történész. Leányai: Klára és Judit.

## Tanulmányai
A Veres Pálné Leánygimnáziumban érettségizett 1943-ban. A Pázmány Péter Tudományegyetemen az első női hallgatók között szerzett 1949-ben állam- és jogtudományi doktori oklevelet. 1955-ben befejezte a Külügyi Főiskolát és 1959-ben nemzetközi jogi szakvizsgát tett. Az állam- és jogtudományok kandidátusa lett 1960-ban, doktora 1973-ban. 1962-ben a hágai Nemzetközi Jogi Akadémia ösztöndíjasa volt. 

## Élete és munkássága
1944–45-ben Budapesten szövőgyári munkás volt. 1944 végén a nyilasok Budán nyolcadik hónapos terhesként elfogták, férjét meggyilkolták. Végig kellett néznie sorstársai megkínzását, megölését. A felszabadulás után a Mozgóképüzemi Vállalat (MOKÉP) jogi osztályán dolgozott, majd a jogi egyetem elvégzése után 1951-ben a Külügyminisztérium Nemzetközi Jogi Osztályának előadója (1951–1956), majd a Nemzetközi Szervezetek Főosztálya főelőadója (1956–1960) lett. 1960-tól a Magyar Tudományos Akadémia Állam- és Jogtudományi Intézetének tudományos főmunkatársa és a Nemzetközi Jogi Osztály vezetője (1960–1997). 
1963-tól a Marx Károly Közgazdaságtudományi Egyetemen egyetemi docensként részt vett a magyarországi diplomataképzés megindításában, a nemzetközi kapcsolatok szak létrehozásában. 1974-től címzetes egyetemi tanár, majd 1995-től emerita professzor.

## Társadalmi funkciói
- Az MSZP Közjogi Tanácsadó Testületének tagja (1989–1990),
- Az Emberi Jogok Magyar Központja alapító tudományos igazgatója (1989-től; 1996-tól közalapítványként működik).
- Az MTA Állam- és Jogtudományi Bizottsága tagja.
- Az ENSZ Nemzetközi Munkaügyi Szervezete (ILO) és Magyarország kapcsolatának szakértője, az ILO magyar tagozatának elnöke.
- Az ENSZ Nők Helyzetével Foglalkozó Bizottságának (CSW) magyar tagja (1964–1976), elnöke (1969).

## Kutatási területei
A nemzetközi jogon belül elsősorban a nemzetközi szervezetek jogával, nemzetközi kapcsolatokkal, a háborús helyzetek jogi vonatkozásaival, hadifogolykérdéssel foglalkozott. Komoly eredményeket ért el Magyarország és a különböző nemzetközi szervezetek közötti viszony tisztázása, illetve a függetlenné vált új államok jogi helyzetének összehasonlító vizsgálata terén. 

## Díjai, elismerései
- Munka Érdemrend arany fokozat (1964, 1975)[2]
- Felszabadulási Jubileumi Emlékérem (1970)
- Akadémiai Díj (1967)
- Akadémiai Nívódíj (1972)
- Szent-Györgyi Albert-díj (1995)
- A Magyar Köztársasági Érdemrend középkeresztje (1995)
- A Magyar Köztársasági Érdemrend középkeresztje a csillaggal (2005)

## Szerkesztő munkája
- Az Acta Humana c. folyóirat főszerkesztője (1990–2006)
- A Questions of International Law c. könyvsorozat szerkesztője (1986-tól).

## Főbb művei
Sok tucatnyi jelentős tudományos tanulmányt publikált magyar és külföldi szakfolyóiratokban. Jelentős tudományos fordítói tevékenységet is végzett.

### Könyvei
- A nemzetközi szerződésekhez fűzött fenntartások. Budapest, Közgazdasági és Jogi Kiadó, 1961. 311 old.
- Nemzetközi Jog. I. r. Kézirat/ként/. Budapest, Tankönyvkiadó, 1965. 176 old.
- Nemzetközi Jog II. r. Kézirat/ként/. Budapest, Tankönyvkiadó, 1966. 139 old.
- New States and International Law. Budapest, Akadémiai Kiadó, 1970. 116 old.
- Új államok és a nemzetközi jog. Budapest, Közgazdasági és Jogi Kiadó, 1971. 262 old.
- Az ENSZ helye a nemzetközi jogalkotásban. Budapest, Akadémiai Kiadó, 1976. 179 old.
- The role of the United Nations in international legislation. Akadémiai Kiadó – North-Holland, 1978. 192 old.
- Államazonosság – államutódlás. Akadémiai Kiadó, Budapest, 1984. 108 old.
- Az emberi jogok nemzetközi jogi aspektusai és az alkotmányfejlődés. MTA Államtudományi Kutatások Programirodája. Budapest, 1988. 104 old.
- Nemzetközi jog. Budapest, Aula, 1997. 378. old.
- Nemzetközi kapcsolatok alapszótár (Böszörményi Jenővel és Kemenszky Ágnessel közösen). Budapest, Aula Kiadó, 2003. 384 old.

### Lexikonok, enciklopédiák
Számos szaklexikonba írt szócikkeket:
- Diplomáciai és nemzetközi jogi lexikon. Budapest, Akadémiai Kiadó, 1967
- Fejlődő országok lexikona. Budapest, Akadémiai Kiadó, 1973
- Világpolitikai kislexikon. Budapest, Budapest, Kossuth Kiadó, 1974
- Állam- és jogtudományi enciklopédia. Budapest, Akadémiai Kiadó, 1980